# ستيفن لوي (كاتب مسرحي)
ستيفن لوي (بالإنجليزية: Stephen Lowe)‏ هو كاتب مسرحي بريطاني، ولد في 1 ديسمبر 1947 في Sneinton ‏ في المملكة المتحدة.

## وصلات خارجية
- ستيفن لوي على موقع IMDb (الإنجليزية)
- ستيفن لوي على موقع قاعدة بيانات الفيلم (الإنجليزية)